# SAR-Klasse NGG 13 / NGG 16
Die Klassen NGG 13 und NGG 16 der South African Railways (SAR) sind Garratt-Dampflokomotiven für 610mm-Schmalspur (NGG steht für Narrow Gauge Garratt), die größten jemals für diese Spurweite gebauten Lokomotiven. Die letzten Lokomotiven der Klasse NGG 16 wurden erst im Jahr 1968 geliefert; es waren bis dahin die letzten Garratts, die gebaut wurden. In der jüngeren Zeit wurden allerdings noch Neubau-Garratts für die Ferrocarril Austral Fueguino vom Typ KM gebaut.

## Hersteller und Lieferungen
12 Lokomotiven der Klasse NGG 13 wurden 1927 und 1928 von Hanomag gebaut (Nr. NG 49, 50, 58–60, 77–83). 1937 folgten vier NGG 16 von Cockerill (Nr. NG 85–88) und acht von Beyer-Peacock (Nr. NG 109–116). 1951 folgten weitere sieben Maschinen von Beyer-Peacock (Nr. NG 125–131).
Noch einmal sieben Lokomotiven lieferte Beyer-Peacock 1958. Diese waren zunächst für die Bergwerksbahn der Tsumeb Corporation in Südwestafrika (heute Namibia) vorgesehen und wurden auch dort montiert; wegen des Umbaus der Tsumeb-Strecken auf Kapspur wurden sie jedoch noch vor ihrem ersten Einsatz an die SAR abgegeben (Nr. NG 137–143). Während die zuvor gelieferten Lokomotiven auf dem hinteren Fahrgestell neben den Kohlenvorräten auch Wassertanks hatten, wurde dort bei den Maschinen dieser Lieferung nur noch der Kohlenbunker aufgebaut. Das Volumen des Wassertanks auf dem vorderen Fahrgestell wurde zwar durch eine weniger abgerundete Form etwas vergrößert, trotzdem fuhren die Lokomotiven oft mit einem zusätzlich angehängten Wassertender, wie es bei der SAR auch bei einigen der großen Kapspur-Garratts notwendig war. Drei der vier NGG 16, die zur Welsh Highland Railway gelangt sind, stammen aus dieser Lieferserie, verkehren auf der vergleichsweise kurzen Strecke jedoch ohne zusätzlichen Wassertender.
Weitere acht Lokomotiven bestellte die SAR im Jahr 1965; da Beyer-Peacock damals aber schon kurz vor der Schließung stand, wurde der Auftrag an Hunslet-Taylor übertragen. Die Lokomotiven (Nr. NG 149–156) wurden 1967 und 1968 geliefert als letzte Dampflokomotiven für die SAR und als bis dahin letzte Garratt-Lokomotiven überhaupt. Der vergrößerte vordere Wassertank der Tsumeb-Lieferung wurde beibehalten, aber die auf dem hinteren Drehgestell mitgeführten Vorräte entsprachen wieder denen der Lieferung von 1951.

## Technik

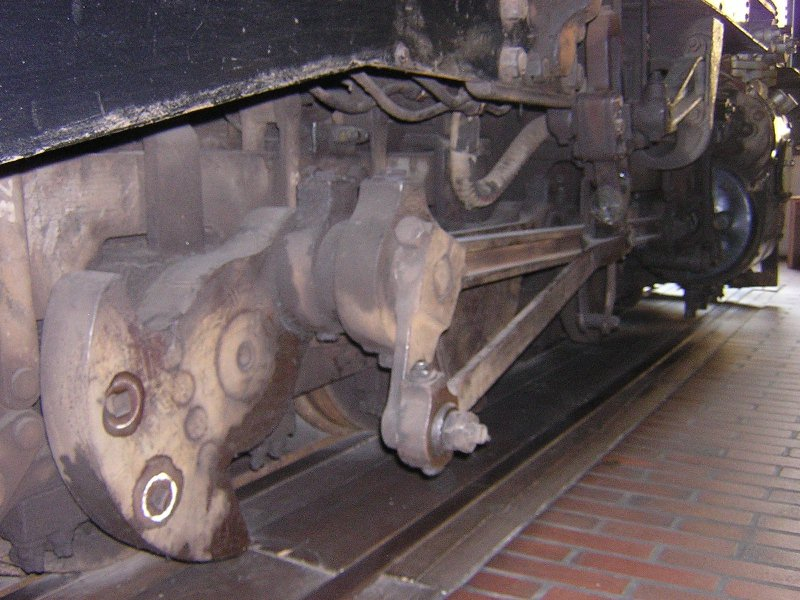
Anordnung der Kurbeln und Stangen an der Treibachse mit (von links) Kurbel mit Ausgleichsgewicht, Kuppelstange, Treibstange, Gegenkurbel und Schwingenstange

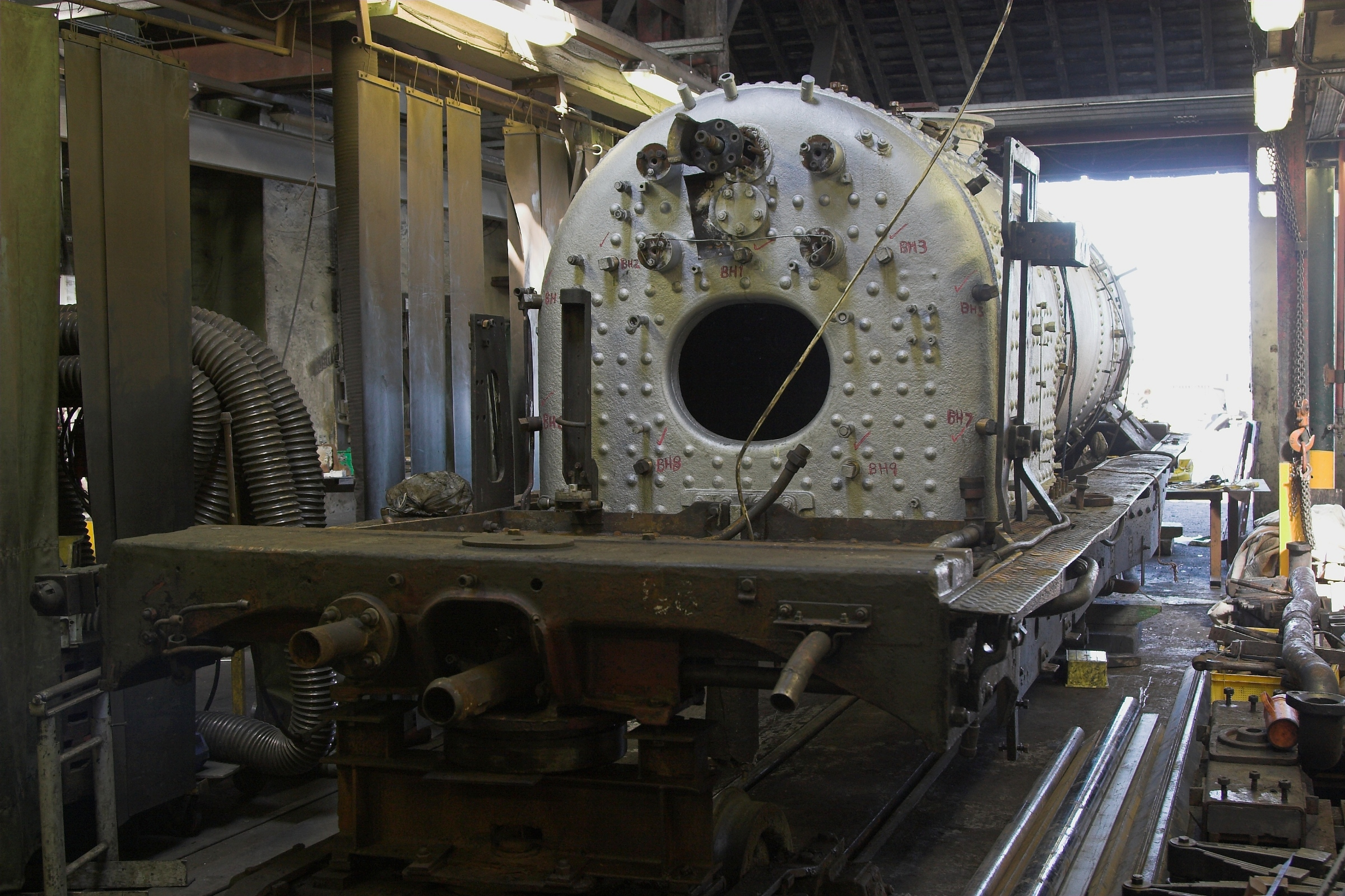
Kessel der NG138 zur Hauptuntersuchung in der Werkstätte der Ffestiniog Railway. Der hintere Drehzapfen ruht auf einem Hilfsdrehgestell.

Für eine Spurweite von nur 610 mm (dies entspricht etwa der Spurweite typischer Feldbahnen) kann eine leistungsfähige Dampflokomotive mit sechs Treibachsen praktisch nur als Gelenklokomotive der Bauart Garratt konstruiert werden. Mehr als drei oder vier Kuppelachsen können wegen der engen Kurvenradien (z. T. unter 50 m) in einem steifen Rahmen nicht untergebracht werden, und die Bauart Garratt hat gegenüber anderen Gelenkbauarten wie z. B. Mallet oder Meyer den Vorteil, dass sich der Kessel zwischen den beiden Fahrwerken befindet und nicht darüber. Deswegen kann er sehr tief angeordnet werden, womit die Kippgefahr so weit wie möglich reduziert werden kann. Wie auf dem oberen Bild zu erkennen ist, reicht der Aschkasten unter dem Stehkessel bis fast zu den Schienen hinunter.
Die Problematik der Kippgefahr wird deutlich, wenn man bedenkt, dass die Lokomotiven einen Kesseldurchmesser von fast 1,50 m haben und ca. 2,10 m breit sind; letzteres ist das Dreieinhalbfache der Spurweite!
Die NGG 13 und NGG 16 haben die Achsfolge (1'C1')(1'C1'). Beide Klassen sind fast identisch; tatsächlich unterschieden sich die einzelnen Lieferungen der Klasse NGG 16 mehr voneinander als die ersten NGG 16 von der Klasse NGG 13. Ein Unterschied zwischen beiden Typen ist die Ausstattung der Laufachsen der NGG 16 mit Rollenlagern. Außerdem sind bei den NGG 13 die inneren Laufachsen im Rahmen gelagert, während sie bei den NGG 16 als Bisselgestell ausgeführt sind.
Die Fahrwerke haben Außenrahmen und Außenzylinder. Treib- und Kuppelstangen sind dabei an Kurbelwangen außerhalb des Rahmens befestigt (Hallsche Kurbeln), eine bei großen Dampflokomotiven dieser geringen Spurweite fast unumgängliche Bauweise. Die Steuerung entspricht der Bauart Walschaerts/Heusinger. Gefeuert werden die Lokomotiven mit Kohle; einige der später ins Ausland gebrachten Exemplare wurden auf Ölfeuerung umgebaut.
Der ungewöhnlich lange Beschaffungszeitraum von 40 Jahren unterstreicht den Erfolg dieser Konstruktion.

## Einsatz

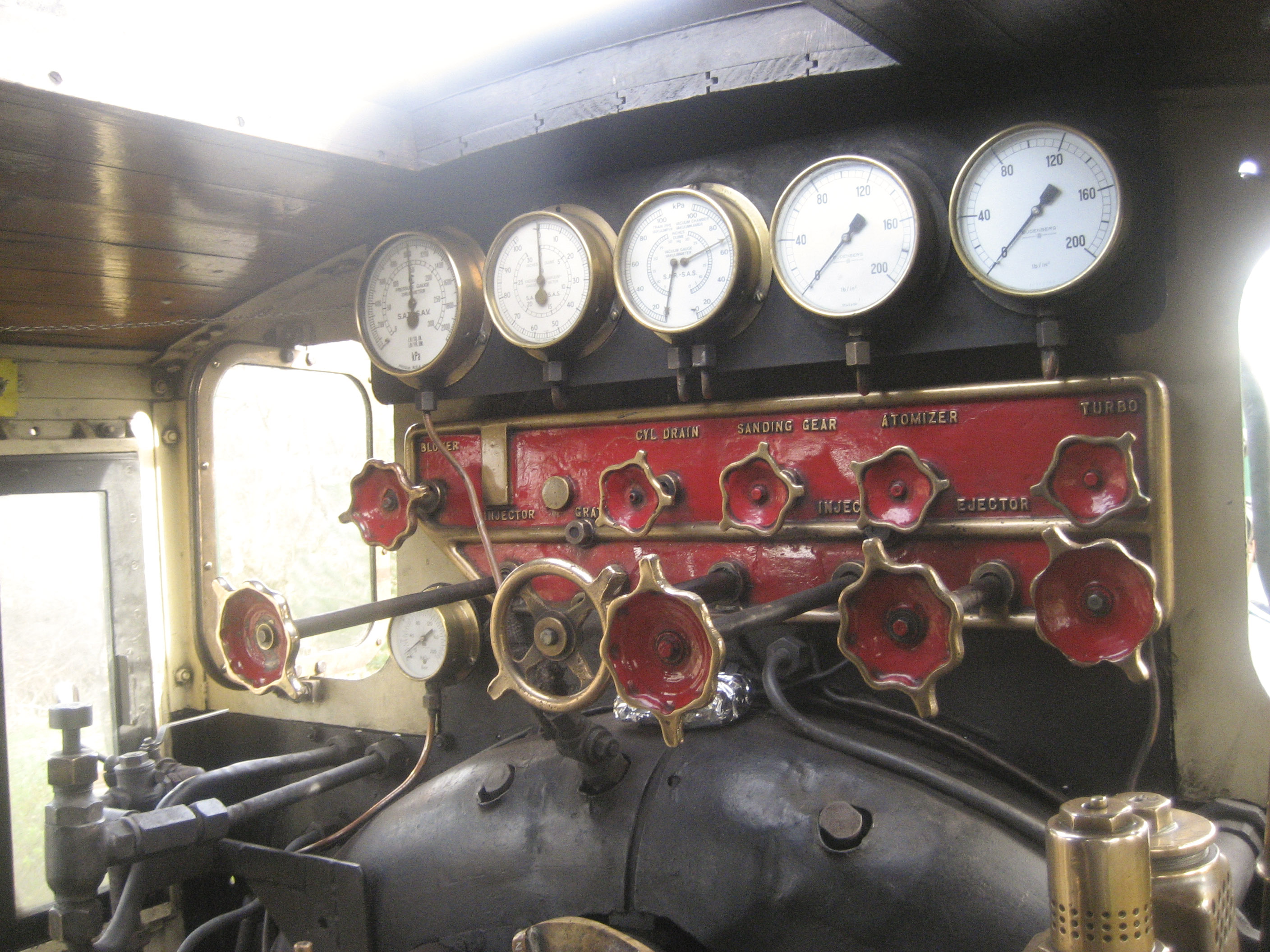
Armaturen im Führerhaus der Lok Nr. NG 138

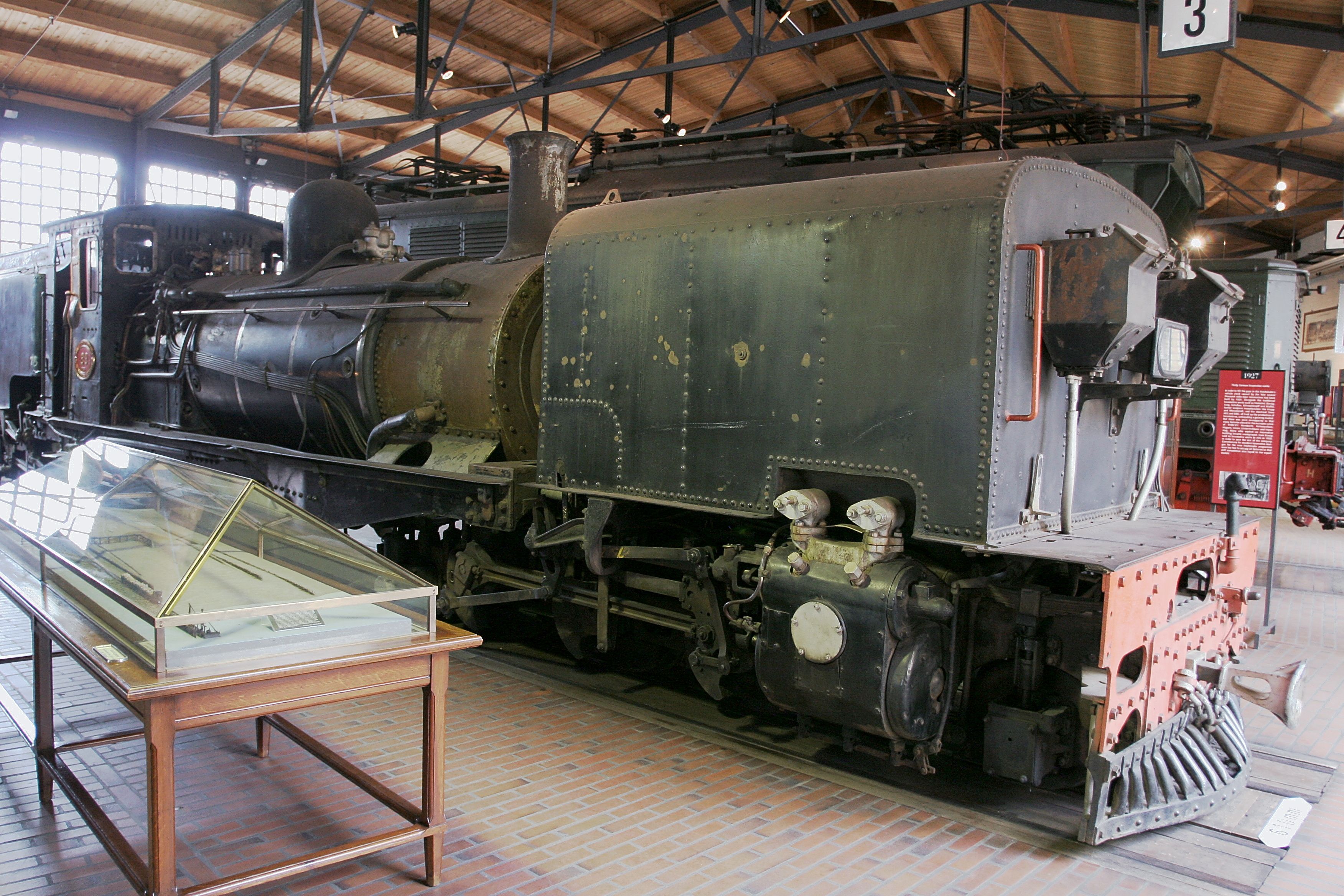
NG 78 im Deutschen Technikmuseum Berlin

Die Lokomotiven der Klassen NGG 13 und NGG 16 kamen zunächst vor allem auf der Strecke Port Elizabeth–Avontuur zum Einsatz. Diese ist 283 km lang – die längste 2-Fuß-Strecke der Welt – und diente vor allem dem Transport von Obst direkt in den Hafen von Port Elizabeth, weswegen ein Umladen der Ware auf Kapspur nicht notwendig war. Die Züge waren deshalb unter dem Namen Apple Express bekannt. Die NGG 13 und NGG 16 zogen auf dieser Strecke jedoch auch schwere mit Kalkstein beladene Züge für ein Zementwerk. Ab Mitte der 1970er Jahre wurden die Garratts von Diesellokomotiven der Klasse 91 ersetzt, für leichtere Züge kamen weiterhin Dampflokomotiven zum Einsatz, dies waren allerdings Einrahmen-Loks der Klasse NG 15.
Etwa 40 Garratts wurden daraufhin auf vier Schmalspurstrecken in Natal überstellt, deren Strecken teilweise Kurven mit nur 45 m Radius und Steigungen bis 30 ‰ hatten. Die Lokomotiven bewältigten dort als Universallokomotiven vor Personen- und Güterzügen den gesamten Verkehr. Mit den Güterzügen wurde vor allem Zuckerrohr und Holz transportiert.
Bei der SAR waren die Schmalspur-Garratts bis weit in die 1980er Jahre im Einsatz; durch zunehmende Streckenstilllegungen wurden jedoch immer weniger dieser Lokomotiven benötigt. Die letzte Schmalspurstrecke in Natal, die Alfred County Railway, eine 122 km lange Bahnstrecke von Port Shepstone nach Harding, wurde 1986 von der SAR stillgelegt. Anschließend übernahmen zwei Eisenbahnfachleute die Bahn unter dem Namen Port Shepstone & Alfred County Railway Company Limited, kurz ACR. Der Betrieb musste jedoch 2006 eingestellt werden.
Zwei Lokomotiven der ACR (Nr. 141 und 155) wurden 1989 und 1990 umgebaut, um ihre Wirtschaftlichkeit zu verbessern. Dank der Brennstoffeinsparungen von 20 bis 25 % amortisierte sich dieser Umbau innerhalb von 12 Monaten. Die umgebauten Lokomotiven werden als Klasse NGG 16A bezeichnet. Der Erfolg der Modifizierungen führte zu Überlegungen, eine neue Klasse NGG 17 nach modernsten Konstruktionsprinzipien zu entwickeln und zu bauen, die Pleite der Alfred County Railway verhinderte diese Pläne.

## Verbleib der NGG 13 und NGG 16

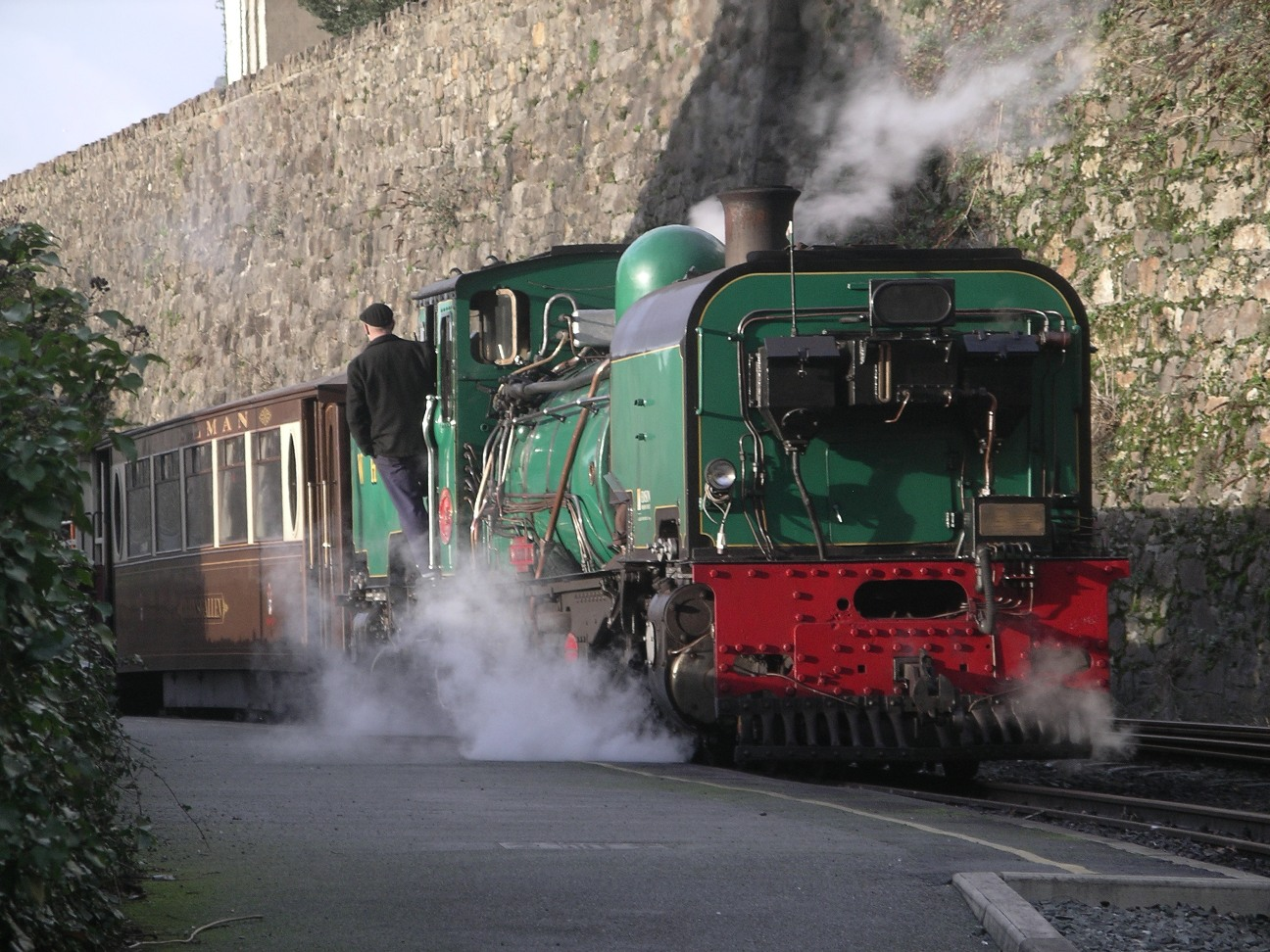
Ein Zug der Welsh Highland Railway, gezogen von NGG 16 Nr. 138

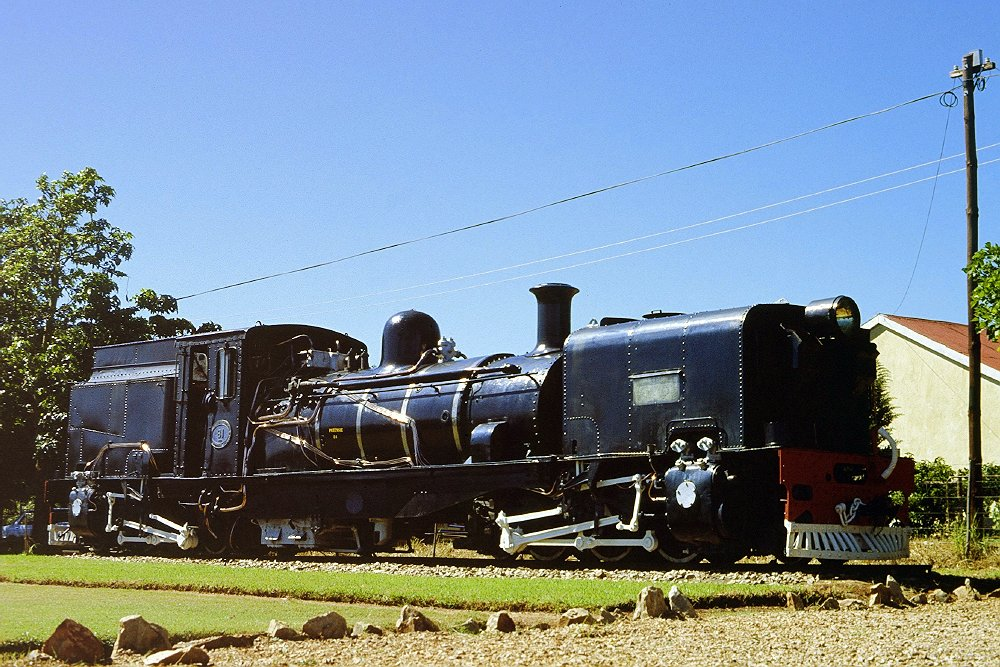
NGG 13 mit der Nummer 81 als Denkmal in Patensie, April 1985

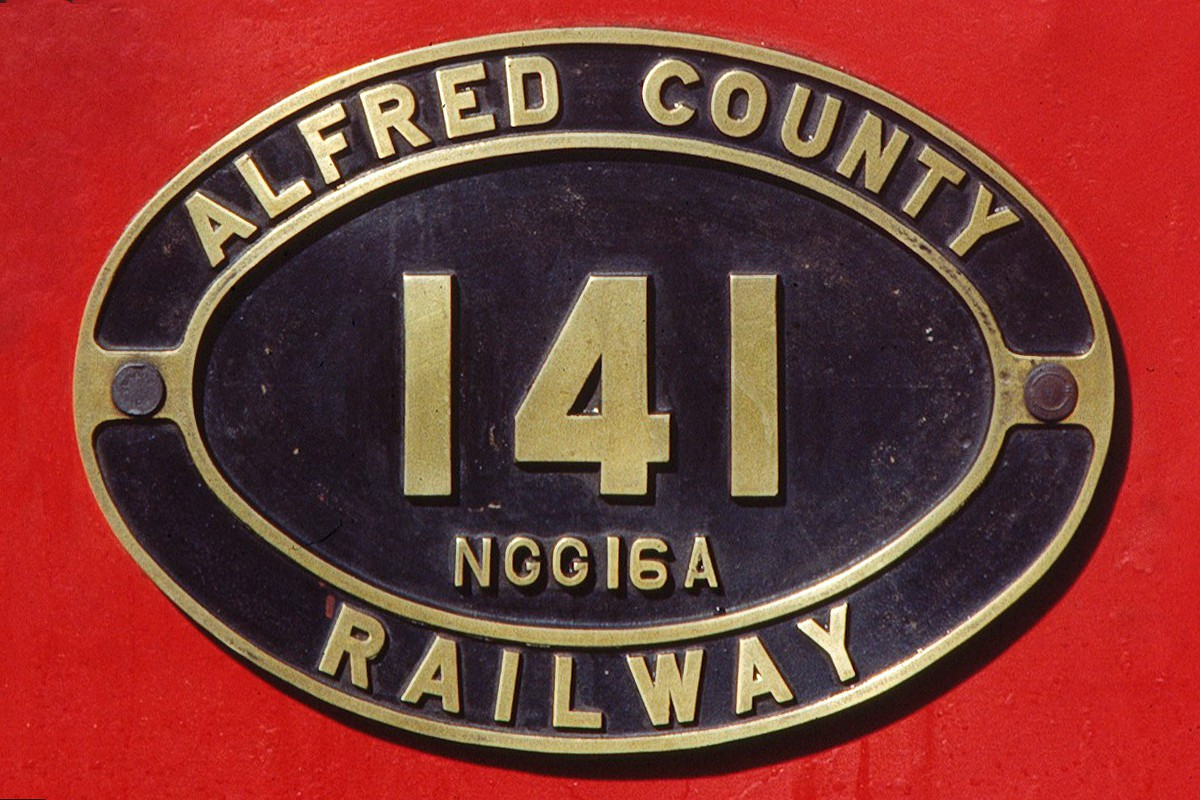
Schild von ACR-Lok NGG 16A mit der Nummer 141 (Paddock, 1991)

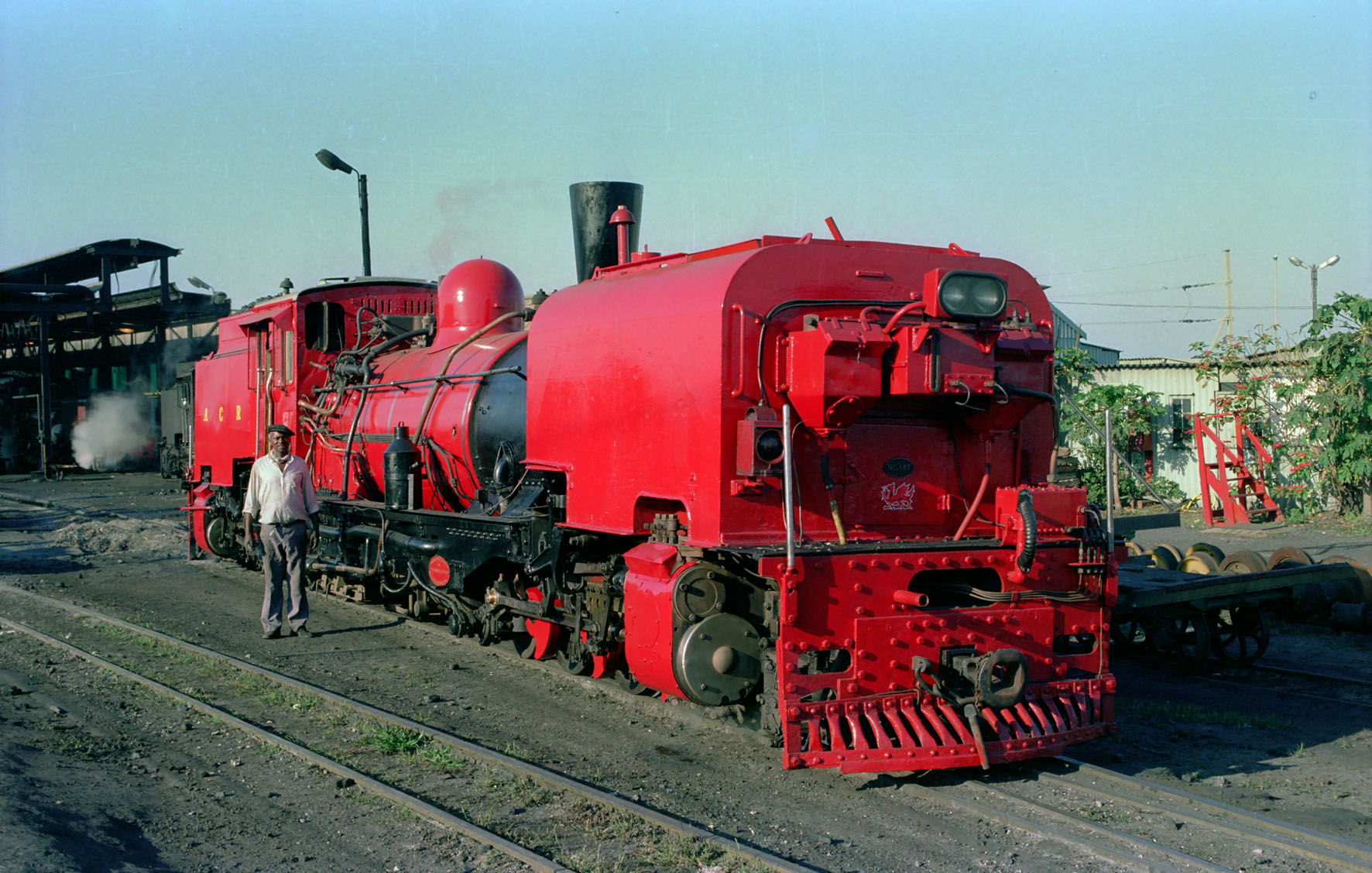
Der Red Dragon, NGG 16A Nr. 141 in Port Shepstone, Mai 1990

10 der 12 gebauten NGG 13 und alle NGG 16 sind noch erhalten. Die NGG 13 Nr. 59 ist nach einem Unfall im Jahr 1982 verschrottet worden, die schrottreif abgestellte 79 im Jahr 2010 im Zuge der Räumung des Bahnhofsgeländes in Porth Elizabeth. Da viele der überzähligen Lokomotiven nach der Ausmusterung noch in verhältnismäßig gutem Zustand waren, gelangten einige auch an Museumsbahnen außerhalb Südafrikas.
Die NGG 13 Nr. 50 wurde 1985 von der Hempstead & Northern Railroad in die USA gebracht und ist die erste und einzige jemals in Nordamerika betriebene Garratt-Lokomotive.
Im Jahr 1996 kaufte die Ffestiniog Railway Company für ihre Welsh Highland Railway (WHR) zwei Lokomotiven der Klasse NGG 16 (Nr. 138 und 143 aus der Tsumeb-Lieferung), ließ sie von der ACR aufarbeiten und setzt sie seitdem auf ihrer Strecke ein. Lok 140 aus derselben Lieferung gelangte als Geschenk von Eisenbahnfreunden an die WHR; die Reaktivierung wurde 2005 begonnen, läuft aber neben den Hauptuntersuchungen der bereits betriebsfähigen Loks. Der Austausch von Großkomponenten (Kessel, Fahrgestelle) innerhalb dieser Serie wird wie beim Betrieb in Südafrika praktiziert. Im Januar 2006 kam – auch durch einen Sponsor – mit Lok Nr. 87 eine vierte NGG 16, deren Wiederaufbau im Januar 2009 abgeschlossen war, auf die WHR. NGG 16 Nr. 109 wurde von einer Privatstiftung erworben und soll nach Aufarbeitung ebenfalls der WHR zur Verfügung gestellt werden, ebenso die 130.
Weitere NGG 13 und NGG 16 befinden sich in Australien, im Vereinigten Königreich und in Deutschland. Die NGG 13 Nr. 78 steht im Deutschen Technikmuseum Berlin. Fälschlicherweise trägt diese Lok die Nummern- und Fabrikschilder der NGG 13 Nr. 83, die zusammen mit der Nr. 78 ebenfalls zurück nach Deutschland geholt worden ist. NGG 13 Nr. 60 Drakensberg wurde von der Schinznacher Baumschulbahn in der Schweiz aufgearbeitet und nach einigen Jahren in Betrieb 2017 an die Vale of Rheidol Railway in Wales verkauft.
Die Mehrzahl der in Südafrika verbliebenen NGG 13 und 16 befindet sich, z. T. in betriebsfähigem Zustand, auf den Sandstone Estates, einer privaten Museumseisenbahn.

## Übersichtstabelle
Die folgende Tabelle enthält alle Lokomotiven, über deren Verbleib Informationen vorliegen.
| SAR-Nr.       | Hersteller     | letzter bekannter Standort / Inhaber             | Zustand                                                              |
| Klasse NGG 13 | Klasse NGG 13  | Klasse NGG 13                                    | Klasse NGG 13                                                        |
| ------------- | -------------- | ------------------------------------------------ | -------------------------------------------------------------------- |
| NG 49         | Hanomag        | Sandstone Estates                                | betriebsfähig                                                        |
| NG 50         | Hanomag        | Hempstead & Northern Railroad                    | betriebsfähig                                                        |
| NG 59         | Hanomag        | Nach Unfall verschrottet                         |                                                                      |
| NG 60         | Hanomag        | Vale of Rheidol Railway                          | betriebsfähig                                                        |
| NG 77         | Hanomag        | Exmoor Steam Railway                             | nicht betriebsfähig                                                  |
| NG 78         | Hanomag        | Deutsches Technikmuseum Berlin                   | nicht betriebsfähig                                                  |
| NG 79         | Hanomag        | Humewood Station, Port Elizabeth (Südafrika)     | verschrottet                                                         |
| NG 80         | Hanomag        | Denkmallok im Bahnhof von Joubertina (Südafrika) | nicht betriebsfähig                                                  |
| NG 81         | Hanomag        | Denkmallok in Patensie (Südafrika)               | nicht betriebsfähig, äußere Restaurierung geplant                    |
| NG 83         | Hanomag        | Privatbesitz Dr. Muhr (Deutschland)              | nicht betriebsfähig                                                  |
| Klasse NGG 16 |                |                                                  |                                                                      |
| NG 85         | Cockerill      | Sandstone Estates                                | nicht betriebsfähig abgestellt                                       |
| NG 86         | Cockerill      | Sandstone Estates                                | nicht betriebsfähig abgestellt                                       |
| NG 87         | Cockerill      | Welsh Highland Railway                           | betriebsfähig seit Februar 2020                                      |
| NG 88         | Cockerill      | Sandstone Estates                                | betriebsfähig                                                        |
| NG 109        | Beyer-Peacock  | Welsh Highland Railway / Peter Waterman Trust    | zerlegt, Aufarbeitung geplant                                        |
| NG 111        | Beyer-Peacock  | Gold Reef City                                   | nicht betriebsfähig                                                  |
| NG 112        | Beyer-Peacock  | Kapstadt                                         | nicht betriebsfähig                                                  |
| NG 113        | Beyer-Peacock  | Sandstone Estates                                | betriebsfähig                                                        |
| NG 115        | Beyer-Peacock  | Exmoor Steam Railway                             | nicht betriebsfähig                                                  |
| NG 127        | Beyer-Peacock  | Puffing Billy Preservation Society (Australien)  | nicht betriebsfähig                                                  |
| NG 128        | Beyer-Peacock  | Sandstone Estates                                | unvollständig, Restaurierung möglich                                 |
| NG 129        | Beyer-Peacock  | Puffing Billy Preservation Society               | Auf 762 mm umgespurt, Neubaukessel, betriebsfähig seit Dezember 2019 |
| NG 130        | Beyer-Peacock  | Welsh Highland Railway                           | in Betrieb                                                           |
| NG 131        | Beyer-Peacock  | Avontuur Railway (Port Elizabeth)                | nicht betriebsfähig                                                  |
| NG 137        | Beyer-Peacock  | Sandstone Estates                                | nicht betriebsfähig, stark verrostet                                 |
| NG 138        | Beyer-Peacock  | Welsh Highland Railway                           | in Betrieb                                                           |
| NG 140        | Beyer-Peacock  | Welsh Highland Railway                           | in Aufarbeitung, Betriebseinsatz geplant                             |
| NG 141        | Beyer-Peacock  | für einen privaten Besitzer hinterstellt         | NGG 16A, derzeit nicht betriebsfähig                                 |
| NG 143        | Beyer-Peacock  | Welsh Highland Railway                           | in Betrieb                                                           |
| NG 150        | Hunslet-Taylor | Sandstone Estates                                | nicht betriebsfähig, stark verrostet                                 |
| NG 152        | Hunslet-Taylor | Sandstone Estates                                | nicht betriebsfähig, stark verrostet                                 |
| NG 153        | Hunslet-Taylor | Sandstone Estates                                | betriebsfähig                                                        |
| NG 154        | Hunslet-Taylor | Humewood Station, Port Elizabeth                 | zerlegt, stark verrostet                                             |
| NG 155        | Hunslet-Taylor | Sandstone Estates                                | NGG 16A, derzeit nicht betriebsfähig                                 |